# Magyari Tivadar
Magyari Tivadar (Kolozsvár, 1968. január 21. –) erdélyi magyar szociológus, egyetemi docens, újságíró, író, humorista.

## Életútja
1986-ban érettségizett szülővárosában. 1991-ben a kolozsvári Babeș–Bolyai Tudományegyetemen szerzett filozófia-szociológia szakos diplomát. Azóta az egyetem szociológia tanszékén, a magyar tagozaton tanít; 2004 óta doktori címe van, 2005 óta egyetemi docens.
Közismertté erdélyi magyar újságíróként, majd az irodalmi humor körébe tartozó közlései révén vált, közéleti szereplővé pedig akkor, amikor a Babeș–Bolyai Tudományegyetem magyar tagozatának vezetője volt (2007–2012). Ebben a tisztségében bizonyos mértékig az ő tevékenységéhez fűződik a kétnyelvű (román és magyar) kolozsvári tudományegyetem magyar tagozata státusának stabilizálása, a magyar tagozat (törvény által is szavatolt) viszonylagos belső önállóságának kialakulása.
Elvált, két gyermek apja.

## Egyetemi tevékenysége

### Szakterület
Tanszéki szociológusként kutatási területe a pályája elején főleg a média volt, ma már életmódkutatás és oktatáskutatás is része munkájának. Több ízben volt a budapesti Közép-európai Egyetem tanulmányi, illetve kutatói ösztöndíjasa.
Egyetemi oktatóként a társadalomkutatás módszertanát tanítja, médiatudományi előadásokat tart, gyakorlati tárgyként pedig PR-t és arculatépítést is tanított, 2016-tól fő tantárgya a Statisztika, illetve újabban feladatként gyakorlatias, korszerű tárgyak tanítását kapta, például adatvizualizáció, adatbázisok elemzése.

### Fontosabb szakmai publikációk
- Magyari Tivadar–Veres Valér: A Duna Televízió erdélyi közönsége. Audiencia-elemzés kérdőíves kutatás alapján; Hungária Televízió Közalapítvány, Bp., 1998
- A romániai magyar média; in: Médiakutató, 2000. 1.
- Kulturális fogyasztás; in: Csata Zsombor, Magyari Tivadar, Veres Valér (szerk.) Magyar fiatalok a Partiumban és Erdélyben; Kolozsvár: Max Weber Alapítvány, 2002
- Hungarian Minority Media in Romania: towards a policy professional improvement; in: Miklós Sükösd, Péter Bajomi-Lázár (szerk.) Reinventing Media Budapest: Open Society Institute, 2003
- Adatfelvételi módszerek a társadalomkutatásban Kolozsvár: Editura Presa Universitară Clujeană, 2005
- A romániai magyar egyetem ügyének vitája a kilencvenes években; in: Pro Minoritate, 2012. 1.
- A román tanítási nyelv választásának motivációi erdélyi magyar családokban; in: Erdélyi Társadalom, 2013. 1.
- Tanulmányok Venczel József munkásságáról. Az erdélyi magyar társadalomkutatás kezdetei; szerk. Veres Valér, Magyari Tivadar; Nemzeti Kisebbségkutató Intézet, Kolozsvár, 2014 (A sokszínűség alakzatai)

### Oktatásszervezői, oktatáspolitikai tevékenység
A Babeș–Bolyai Tudományegyetem magyar tagozatának volt vezetője, valamint oktatási rektorhelyettes 2007 és 2012 között. (Elődje: Salat Levente, utóda Soós Anna.)
2010. február 1-jei hatállyal Bajnai Gordon, a Magyar Köztársaság akkori miniszterelnöke a Magyar Felsőoktatási Akkreditációs Bizottság nemzetközi tagjának nevezte ki hároméves időtartamra. A mandátuma lejárta után a MAB Magyar Tanácsadó Testületének tagjává nevezték ki.
Tizenkét éven át volt a BBTE szociológia tanszéke magyar tagozatának vezetője.
Szakértőként 2011-től a Romániai Magyar Demokrata Szövetség oktatási főosztályának vezetője is, az RMDSZ egyik ügyvezető alelnöke volt, 2023-ban az oktatási főosztály szerepének eltérő felfogása miatt leváltották.

## Író, humorista
Humoros elbeszélései, humoreszkjei először főleg a Transindex című erdélyi magyar internetes portál külön rovatában ("Holt költők társasága") jelentek meg, de közölt ilyen írást a Filmtett is, illetve korábban több jelent meg azóta megszűnt blogon.

### Jellegzetes humorú próza
Elbeszéléseire, a nyelvi humor mellett, jellemzőek a különböző társadalmi-kulturális kategóriákba tartozó emberek együttéléséből, egymásmellettiségéből, egymásra való rácsodálkozásból kerekedő szatirikus helyzetek, az erdélyi magyar közgondolkodásban rejlő komikum használata, játékosan abszurd fantasztikum
Egyes történetek:
- Honnan jönnek a csórók? Archiválva 2014. április 9-i dátummal a Wayback Machine-ben
- Ellenbanda
- Kutyakergető Ipad Archiválva 2014. augusztus 19-i dátummal a Wayback Machine-ben
- Kilin néni mosatlan murkot terjeszt Archiválva 2014. augusztus 19-i dátummal a Wayback Machine-ben
- Fele se elefánt[halott link]

### Prózakötetei

#### Megszokás első látásra
Első szépirodalmi – rövidprózai – kötete 2014-ben jelent meg a kolozsvári Koinónia Könyvkiadó gondozásában Megszokás első látásra címmel. Ez új írásokat, illetve a korábban közölt történetek gyűjteményét tartalmazza, Szentes Zágon illusztrációival. A kötetet a transindex.ro erdélyi magyar portál zsűrije 2014-ben az év könyvének választotta.

#### A ragasztott ház (és még két kisregény)
2015-ben a Koinónia Kiadó gondozásában jelent meg a "Ragasztott ház (és még két kisregény)" című könyve, ami három, rövidebb regényt nyújt át az olvasónak. Az egyik kisregény magának a kötetnek címadója: a "Ragasztott ház". A nyolcvanas és kilencvenes évek Kolozsvárját jeleníti meg, valóságos és képtelen epizódokkal, illetve szereplőkkel, a romániai magyar értelmiségi élet kritikájával, humoros helyzetekkel, a kommunista diktatúrában megváltoztatott város iránti könnyed nosztalgiával. A másik kisregény ("Endre és Ágnes") egy középkori férfi képtelen szerelmi története: a futó kalandoknak élő, függetlenségét féltő férfi egy kitalált lányba lesz szerelmes. A szatirikus történet a kiadó szerint Magyari Tivadarnak "egyik legkiforrottabb" alkotása. A harmadik kisregény ("Civilek, kelták, bolondok") meseszerű történet egy képtelen pályaudvar vasutasainak komikus élethelyzeteiről, abszurd, de könnyed mese a hivatástudatról.

## Újságíró, szerkesztő
Szabadúszó újságíróként (főállása az egyetemen lévén) dolgozott főleg a kilencvenes években. 1991 és 1995 között a nagyváradi Erdélyi Napló kolozsvári tudósítója volt; 1990-1994 között alapító szerkesztője a Campus című egyetemista lapnak; 1994-1995 között A Családi Tükör című kulturális nőlap főszerkesztő-helyettese. 1997 és 2004 között vezetőségi tagja volt a Magyar Újságírók Romániai Egyesületének.